# Norops bocourtii
Norops bocourtii este o specie de șopârle din genul Norops, familia Polychrotidae, descrisă de Cope 1876. Conform Catalogue of Life specia Norops bocourtii nu are subspecii cunoscute.